# Juan Kancepolski
Juan Kancepolski (Buenos Aires, 25 de noviembre de 1931-ibídem, 11 de septiembre de 2016), fue un pintor y retratista argentino.

## Biografía
Nació en el barrio Bajo Flores el 25 de noviembre de 1931, en donde transcurrió su infancia.  
De muy niño quería un violín, que no le pudieron comprar. Comenzó a dibujar a los cuatro años cuando un tío suyo le trajo de regalo una caja de lápices y un bloc de hojas. A partir de ese momento dibujaba hasta en los bordes del diario si no le quedaban hojas. Retrataba a los visitantes de su concurrida casa obrera fascinado por la expresividad de cada rostro.

### Estudios
A los once años comenzó sus estudios de dibujo con el discípulo del pintor español Joaquín Sorolla y Bastida, José Soriano Torrejón, de quien fue asistente de restauración para la embajada española desde esta temprana edad. A los trece años ingresó en la Escuela Nacional de Bellas Artes. Entre los profesores que tuvo se destacan Lorenzo Gigli y Leopoldo Marechal, uno de los poetas y escritores preferidos del Papa Francisco.
A los 15 años viajó a la selva misionera para acercarse al pintor Carlos Giambiagi y para explorar ese ambiente desde una perspectiva pictórica. Revisitó este tema a lo largo de toda su trayectoria pintando pequeños estudios en tela desde 19 x 25 cm hasta bastidores de varios metros.
Posteriormente se vinculó con los maestros Juan C. Castagnino, Miguel C. Victorica, Lino E. Spilimbergo, Emilio Pettoruti y Lucio Fontana, experiencias que atesoró y sintetizó en el desarrollo de su concepción personal del tratamiento de las formas en el espacio de la tela. Fue un constante estudioso de las distintas expresiones de las artes visuales en América Latina y en viajes a Europa también abordó el conocimiento de los maestros antiguos y contemporáneos.

### Obra
El asombro que produce mirar su obra podría explicarse por su magistral dominio técnico que se combina con los pensamientos, emociones y juegos sensoriales que plantea.
La luz juega un papel preponderante que se va entrelazando con múltiples estructuras. La profusidad de elementos acercan una idea de musicalidad visual, originada en la pasión melómana de Kancepolski. Su producción está atravesada por música. Toma su oficio con devoción y entrega, sin un tiempo que limite la incursión en cada cuadro.
Su perfecto manejo de los valores tonales unido a la búsqueda de alcanzar la máxima sutileza en la elaboración de transparencias se entrelaza con la multiplicidad de tonos que va creando y hacen de este maestro un mago del pincel y la pintura al óleo o acrílica.
La exploración permanente lo llevó a ampliar el tamaño de sus cuadros que llegan a medir 10 metros. Sus grandes murales en tela sobre bastidor se expusieron en las dos grandes muestras individuales en el Palais de Glace, en el Museo Sívori y en la Sala C del Centro Cultural Recoleta cuando celebró 70 años con la pintura, entre otros grandes espacios.
Las muestras que ha realizado en el exterior le han brindado reconocimiento internacional, habiendo sido invitado por la Société Nationale des Beaux Arts a participar en 2001 en el Salón Internacional realizado en la Sala Le Nôtre del Museo del Louvre. Realizó más de medio centenar de muestras individuales en América Latina, Estados Unidos y Europa. Ha dedicado obras a la Asociación Abuelas de Plaza de Mayo, de las cuales parte de un mural puede apreciarse en el Salón Mariano Moreno del Palacio Municipal.
Obras de su autoría se encuentran en colecciones particulares y museos, en España, Francia, Holanda e Israel, en Uruguay, Venezuela y en Brasil, Colección A. Bloch; y en EE. UU., Samuel T. Pees Museum, Nueva York, Nueva Jersey, Florida.
Su obra ha sido estudiada por críticos e historiadores de arte, en Argentina, Eduardo Baliari, León Benarós, Angel Bonomini, Romualdo Brughetti, Héctor Cartier, Jorge Costa Peuser, Osiris Chiérico, Jorge Feinsilber, Aldo Galli, Mario Gilardoni, Jorge Glusberg, César Magrini, Sergio Varela; Uruguay: Ángela Cáceres, Daniel Álvarez, María Rosa Atella, IIdefonso Beceiro, Elisa Roubaud, Eduardo Vernazza; Brasil: Hélio Carneiro, Jesualdo Correia.
La pintura de Kancepolski amplía la dimensión pintura a una experiencia sensorial que trasciende la visual, convida a un encuentro filosófico y emocional y suma una identidad pictórica trascendente al arte argentino contemporáneo.

## Exposiciones
- 1945 Witcomb. Cómo imaginan los niños la ciudad de París. Buenos Aires.
- 1945 Exposición Internacional Cómo imaginan los niños la ciudad de París. París, Francia.
- 1956 Sala de exposiciones Sociedad Hebraica Argentina.
- 1964 Salón Nacional de Artes Plásticas.
- 1977 Espacio Rubbers. Buenos Aires.
- 1978 Domus. Punta del Este, Uruguay.
- 1978 Knoll International. Montevideo, Uruguay.
- 1978 Witcomb. Buenos Aires.
- 1979 Galería del Mar. Mar del Plata.
- 1979 Knoll International. Punta del Este, Uruguay.
- 1979 Galería de Arte Hacoaj. Buenos Aires.
- 1979 Knoll International. Montevideo, Uruguay.
- 1979 Witcomb. Buenos Aires.
- 1980 Allegheny College. Pennsylvania, EE. UU.
- 1980 Guy Art Gallery. Tel Aviv, Israel.
- 1980 Hoy en el Arte. Pinamar.
- 1981 Galería Rubinstein. Mar del Plata.
- 1981 Genesy G., Mendoza.
- 1982 Galería Rubinstein. Mar del Plata.
- 1982 Witcomb. Buenos Aires.
- 1983 Allegheny College. Pennsylvania, EE. UU.
- 1983 Galería de Arte Hacoaj. Buenos Aires.
- 1983 Witcomb. Buenos Aires.
- 1985 Allegheny College. Colección Samuel T. Pees. Ciclo de conferencias de Jorge Luis Borges y muestra pictórica, Simposio de Cultura Latinoamericana. EE. UU.
- 1986 Syracusse University. Nueva York, EE. UU.
- 1987 Galería de las Artes. Rosario.
- 1988 Salón Nacional de Artes Plásticas.
- 1989 Centro Cultural Las Malvinas, Secretaría de Cultura de la Nación. Retrospectiva 1953 - 1989, Buenos Aires.
- 1989 Centro Cultural Alfredo Fortabat, Alianza Francesa. Buenos Aires.
- 1989 Galería Amicitia. Buenos Aires.
- 1990 Erie Art Museum. Pennsylvania, EE. UU.
- 1991 Palais de Glace, Secretaría de Cultura de la Nación Retrospectiva 1978-1991. Buenos Aires.
- 1992 Instituto Cultural Brasil Argentina. Ministerio de Relaciones Exteriores. Río de Janeiro, Brasil.
- 1992 Consulado Argentino. Río de Janeiro, Brasil.
- 1993 XIX Feria Internacional del Libro. Buenos Aires.
- 1994 Salas de Exposiciones del Honorable Concejo Deliberante. Buenos Aires.
- 1994 XX Feria Internacional del Libro. Buenos Aires.
- 1994 Centro Cultural La calle del Alma. Buenos Aires.
- 1995 Salas de Exposiciones ATC. Buenos Aires.
- 1995 Solar histórico Manzana de las Luces. Buenos Aires.
- 1997 Centro Cultural Recoleta, Salas del Museo Sívori, Secretaría de Cultura del Gobierno de la Ciudad de Buenos Aires.
- 1997 Salas de Exposición de la Organización de los Estados Americanos (OEA), Buenos Aires.
- 1997 200x200x200, Sala Cronopios, Centro Cultural Recoleta. Colectiva.
- 1998 Salas de Exposición de la Organización de los Estados Americanos OEA. Buenos Aires.
- 1999 250x250x250, Sala Cronopios, Centro Cultural Recoleta. Colectiva.
- 2000 Palais de Glace, Salas Nacionales, Secretaría de Cultura, Presidencia de la Nación, Buenos Aires. Artistas Plásticos junto a Memoria Activa, Centro Cultural Recoleta.
- 2001 Salón Internacional de Arte de París, Sala Le Nôtre, Museo del Louvre. Francia.
- 2001 Salas de Exposición de la Organización de los Estados Americanos OEA. Buenos Aires.
- 2003 Gallery Nights. La Recova de Posadas. Buenos Aires.
- 2007 Gallery Nights. La Recova de Posadas. Buenos Aires.
- 2008 RPLM Radio Palermo. Buenos Aires.
- 2008 Gallery Nights. Galería Bohnemcamp & Revale.
- 2008 Centro Cultural Recoleta, Sala C.
- 2009 Defensoría del Pueblo de la Ciudad Autónoma de Buenos Aires.
- 2010 Gallery Nights. Danish Art Gallery.
- 2011 Gallery Nights. Danish Art Gallery.
- 2011 Legislatura de la Ciudad de Buenos Aires.
- 2014 Bolsa de Comercio de la Ciudad de Buenos Aires.
- 2023 Mural Vida/La pregunta, Serie Memoria. Homenaje a Asociación Abuelas de Plaza de Mayo. Salón Mariano Moreno, Palacio Municipal del Municipio de Morón, Provincia de Buenos Aires.
- 2024 Espacio Cultural y Comunitario Paracone. Municipio de Morón, Provincia de Buenos Aires.
- 2024 Honorable Concejo Deliberante. Municipio de Morón, Provincia de Buenos Aires.